# Podmokly (okres Rokycany)
Podmokly (katastrální území Podmokly nad Berounkou, německy Podmokl) jsou obec v okrese Rokycany v Plzeňském kraji. Leží zhruba deset kilometrů severoseverozápadně od Zbiroha a osmnáct kilometrů jižně od Rakovníka. Žije v ní 253 obyvatel.

## Historie
Podle průzkumů z let 1832–1836, na kterých se podíleli Matyáš Kalina z Jäthensteinu a Václav Krolmus, byly u tehdejších domů pozorovány valy zaniklého opevnění, které mohlo být pozůstatkem hradiště. Nalezená keramika je podle Josefa Ladislava Píče z doby hradištní, ale možná pochází až z vrcholného středověku.
První písemná zmínka o vesnici pochází z roku 1045, kdy český kníže Břetislav I. věnoval osm poddaných ve vsi Podmoklech (in villa Podmocleh) Břevnovskému klášteru. Protože z hlediska správy majetku nebylo tak vzdálené vlastnictví pro klášter příliš výhodné, směnil roku 1256 s králem Přemyslem II. Otakarem Podmokly za ves Kuromrtvy, ležící přímo v sousedství kláštera.

## Obyvatelstvo
Při sčítání lidu 2001 měly Podmokly celkem 151 domů a 254 obyvatel.
| Rok            | 1869 | 1880 | 1890 | 1900 | 1910 | 1921 | 1930 | 1950 | 1961 | 1970 | 1980 | 1991 | 2001 | 2011 | 2021 |
| -------------- | ---- | ---- | ---- | ---- | ---- | ---- | ---- | ---- | ---- | ---- | ---- | ---- | ---- | ---- | ---- |
| Počet obyvatel | 889  | 832  | 744  | 827  | 755  | 701  | 670  | 487  | 457  | 404  | 325  | 291  | 254  | 262  | 256  |
| Počet domů     | 126  | 134  | 132  | 131  | 134  | 132  | 148  | 148  | 130  | 118  | 113  | 144  | 151  | 154  | 158  |

## Obecní správa

### Části obce
Celá obec představuje od 24. listopadu 1990 jednu část a jedno katastrální území; náležejí k ní však též dvě drobná sídla, která nemají status ani části obce ani základní sídelní jednotky: prvním je osada Bučiny (za návrším Na Dražkách asi jeden a čtvrt kilometru severovýchodně od Podmokel) a druhým samota Podmokelský mlýn (v údolí Zbirožského potoka zhruba 3 km východně).
V letech 1961–1990 k obci patřily Čilá a Hradiště a od 1. ledna 1980 do 23. listopadu 1990 také Zvíkovec.

### Obecní symboly
Znak a vlajka byly obci uděleny rozhodnutím předsedy Poslanecké sněmovny Parlamentu České republiky dne 25. března 2005.

## Pamětihodnosti
- Vesnická památková zóna v historickém jádru obce
- Podmokelský zámek je jednopatrová barokní stavba s erbem Michnů z Vacínova postavená v roce 1707.[9]
- Pomník příslušníkům protinacistického odboje severního Zbirožska, odhalen roku 1976. Vedoucím odbojové skupiny byl místní mlynář František Froněk, na místě jehož smrti v serpentině nad Podmokelským mlýnem se nachází další pomníček. Též modře značená turistická stezka údolím Zbirožského potoka dnes nese jméno Cesta protifašistických bojovníků.
- Pomník obětem 1. světové války, připomínající 21 padlých občanů
- Pískovcové sousoší Kalvárie (Kristus na kříži, po stranách Panna Maria a svatý Jan Evangelista) ze druhé třetiny 18. století, při silnici do Hradiště severovýchodně od vesnice
- Socha Panny Marie Immaculaty, ve školní zahradě
- Socha svatého Jana Nepomuckého na sever od vesnice
- Boží muka
- Přírodní rezervace Jezírka, skalnatý kaňon Zbirožského potoka s peřejemi a tzv. Skryjskými jezírky
- Východně od vesnice se nad levým břehem Zbirožského potoka nachází vrch Čihátko, kolem jehož vrcholu se dochoval kamenný val hradiště Čilá z pozdní doby bronzové a doby halštatské.[4]

## Podmokelský poklad

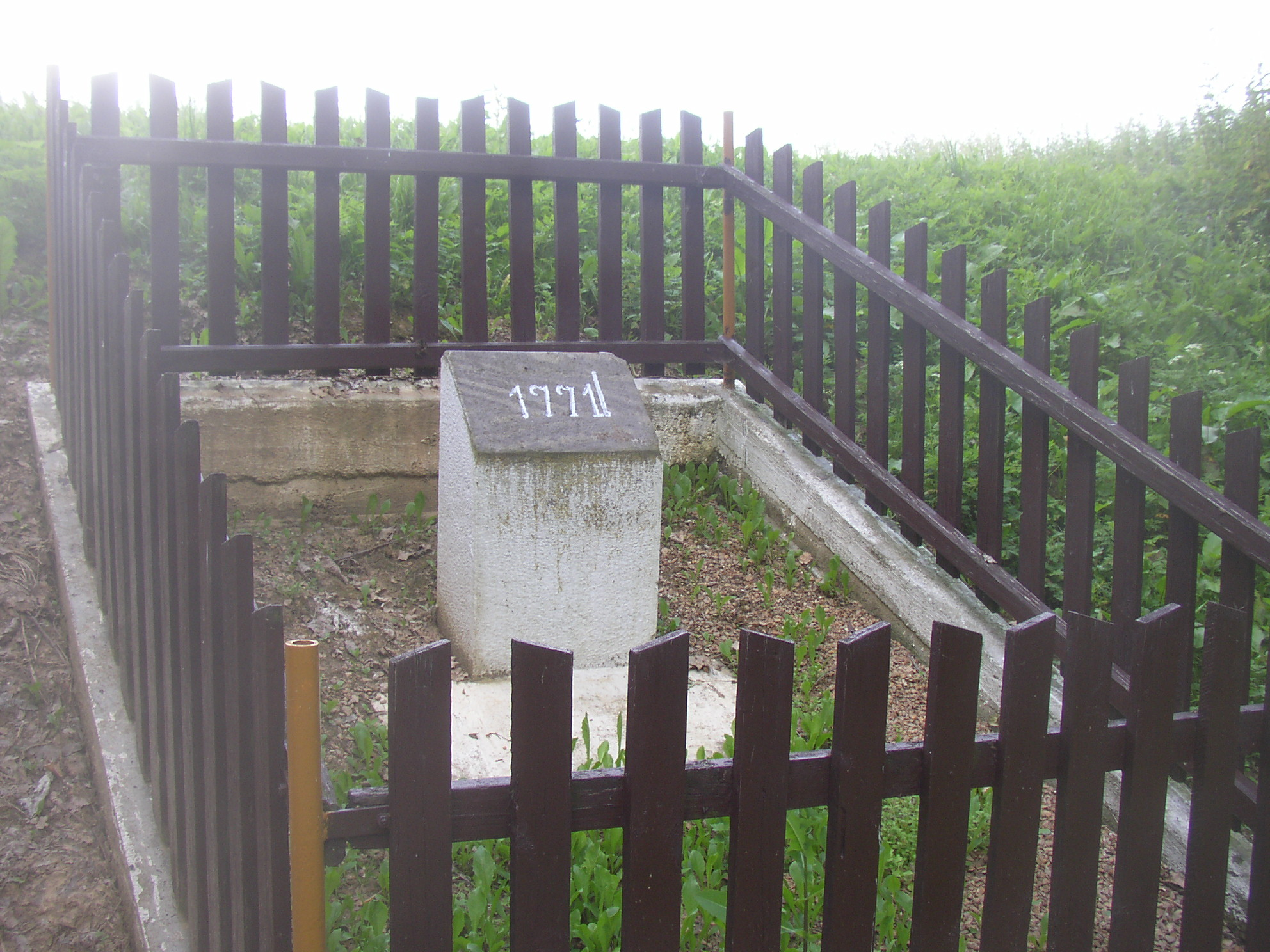
Místo nálezu podmokelského pokladu

V roce 1771 byl v levém břehu Podmokelského potoka severně od obce nalezen tzv. podmokelský poklad – depot velkého množství zlatých keltských mincí duhovek. Místo nálezu dnes připomíná kamenný pomníček s letopočtem nálezu.